# Soisy-sur-Seine
Soisy-sur-Seine é uma comuna francesa na região administrativa da Ilha de França, no departamento de Essonne. Estende-se por uma área de 8.56 km². Em 2010 a comuna tinha 7 373 habitantes (densidade: 861,3 hab./km²).